# Hywel
Hywel  è un nome proprio di persona gallese maschile.

## Varianti
- Maschili: Howell[1]

### Varianti in altre lingue
- Bretone: Hoel[2], Huwal, Huwel, Howael, Houuel[1]

## Origine e diffusione

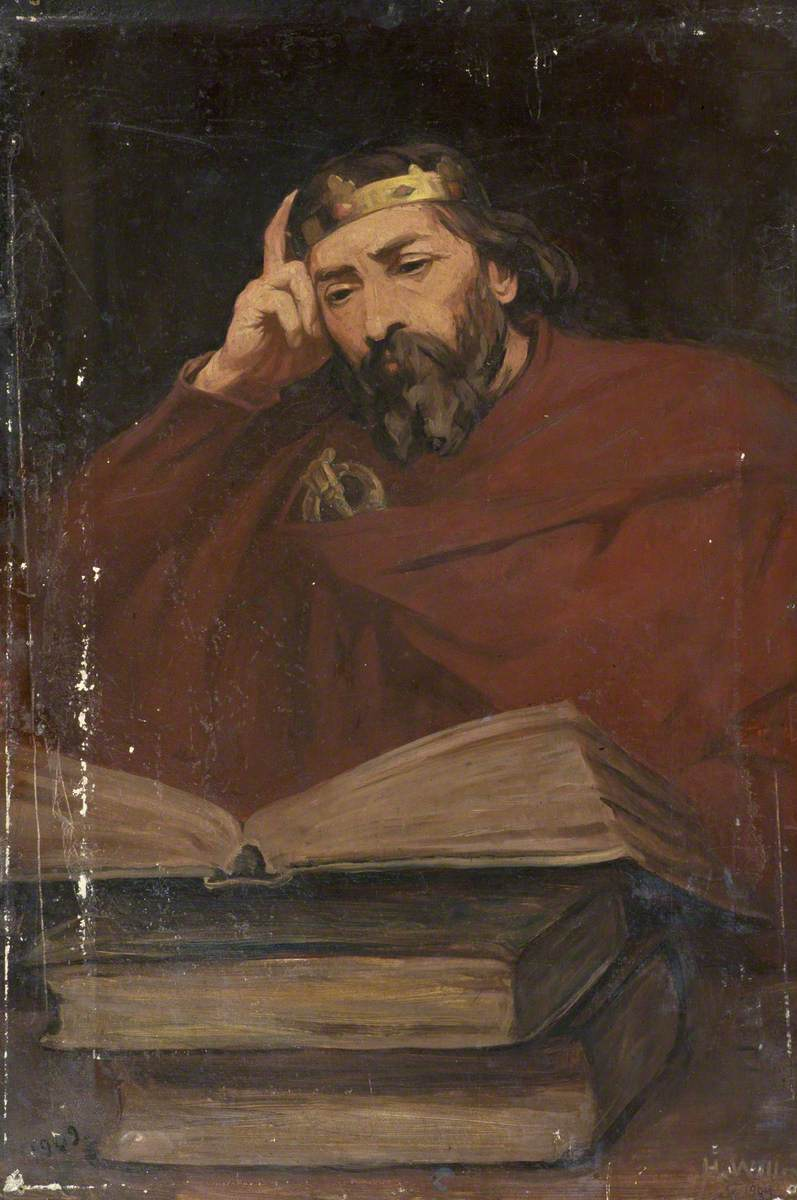
Hywel Dda, detto "il Buono"

Continua il nome gallese antico Higuel che vuol dire letteralmente "ben visibile", "ben visto", e quindi in senso lato "eminente" (da hy-, "bene", "buono", e gwêl, "vista"). Con questo nome sono documentati alcuni re del Galles, mentre la forma imparentata bretone Hoel venne portata da due duchi di Bretagna nonché, nelle cronache di Goffredo di Monmouth, da un re bretone alleato di Artù.
È uno dei pochi nomi gallesi ad essere rimasto in uso ininterrottamente sino al revival celtico di fine Ottocento che ne riportò in voga diversi. Dalla forma anglicizzata Howell deriva l'omonimo cognome inglese, così come dal cognome gallese ap Hywel ("figlio di Hywel") deriva quello inglese Powell.

## Onomastico
Il nome è adespota, non essendo portato da alcun santo. L'onomastico si può festeggiare il 1º novembre, per Ognissanti.

## Persone
- Hywel ab Edwin, re di Deheubarth
- Hywel ab Ieuaf, re di Gwynedd
- Hywel ab Owain Gwynedd, poeta e re di Gwynedd
- Hywel ap Rhodri Molwynog, re di Gwynedd
- Hywel ap Rhys, re di Glywysing
- Hywel Dda ap Cadell, re di Gwynedd
- Hywel Bennett, attore inglese
- Hywel Davies, fantino britannico
- Hywel Murrell, psicologo britannico

### Variante Howell

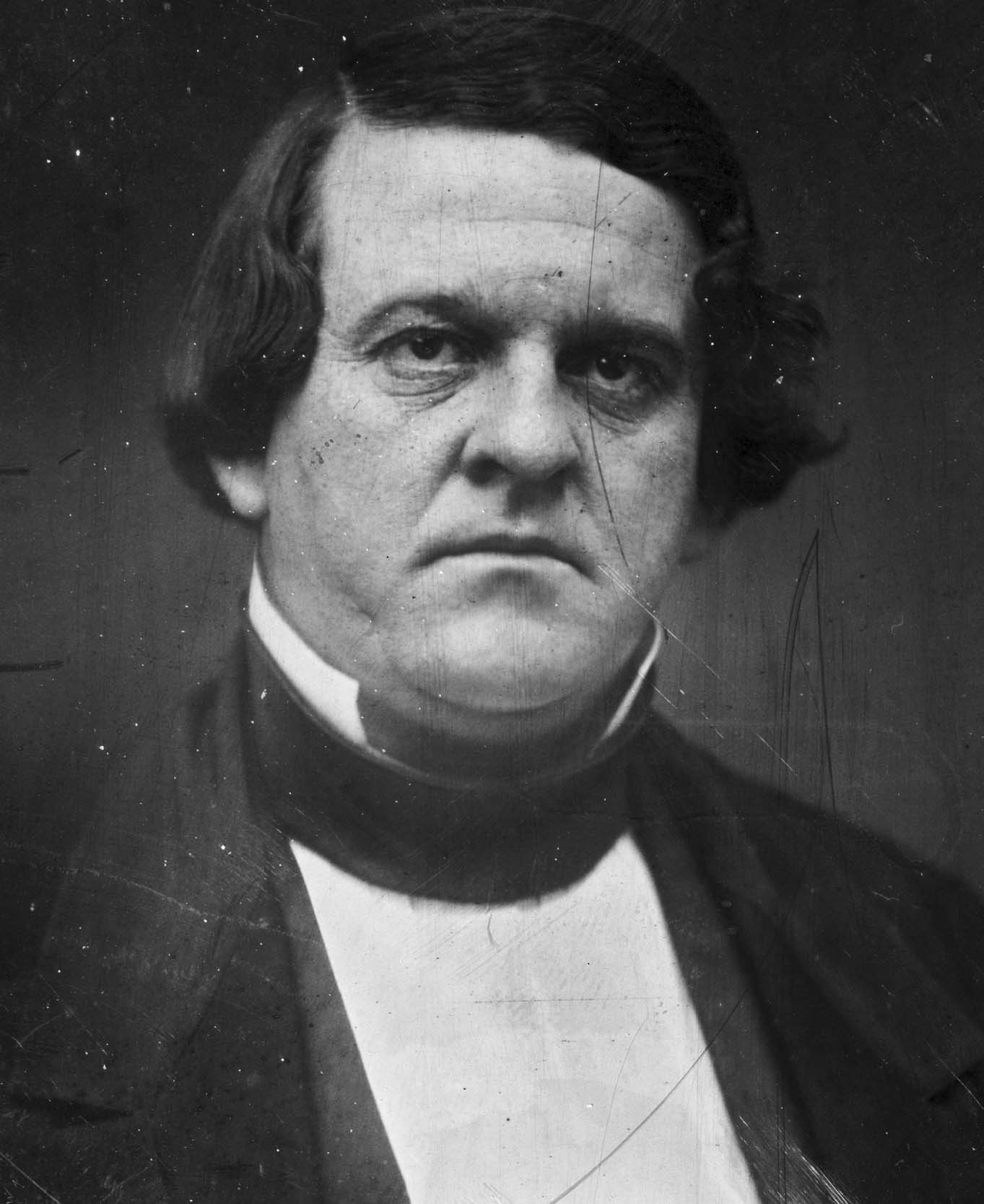
Howell Cobb

- Howell Cobb, politico e generale statunitense
- Howell Cobb, politico statunitense, zio del precedente
- Howell Hansel, regista statunitense
- Howell Heflin, politico statunitense

### Variante Hoel
- Hoel I, duca di Bretagna
- Hoel II, duca di Bretagna
- Hoel III, duca pretendente di Bretagna